# La Nueva Trinidad
La Nueva Trinidad är en ort i Mexiko.   Den ligger i kommunen San José Iturbide och delstaten Guanajuato, i den centrala delen av landet, 230 km nordväst om huvudstaden Mexico City. La Nueva Trinidad ligger 2 039 meter över havet och antalet invånare är 204.
Terrängen runt La Nueva Trinidad är platt åt nordost, men åt sydväst är den kuperad. Runt La Nueva Trinidad är det ganska tätbefolkat, med 124 invånare per kvadratkilometer. Närmaste större samhälle är San José Iturbide, 11,4 km sydost om La Nueva Trinidad. Trakten runt La Nueva Trinidad består till största delen av jordbruksmark.